# Palazzo Minotto-Barbarigo
Palazzo Minotto-Barbarigo è un edificio civile sito a Venezia, nel sestiere di San Marco. Si affaccia sul lato sinistro del Canal Grande a fianco a Palazzo Corner.

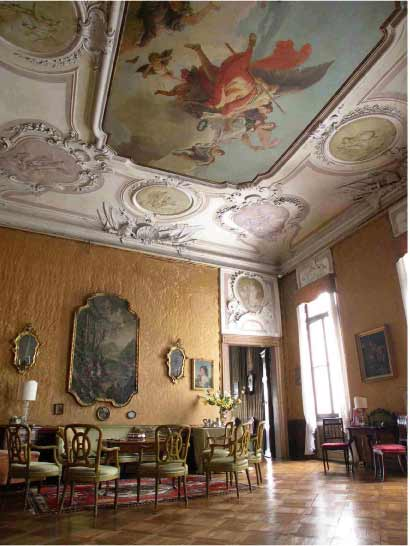
La cosiddetta "Sala del Tiepolo", eminentemente decorata dal maestro veneziano.

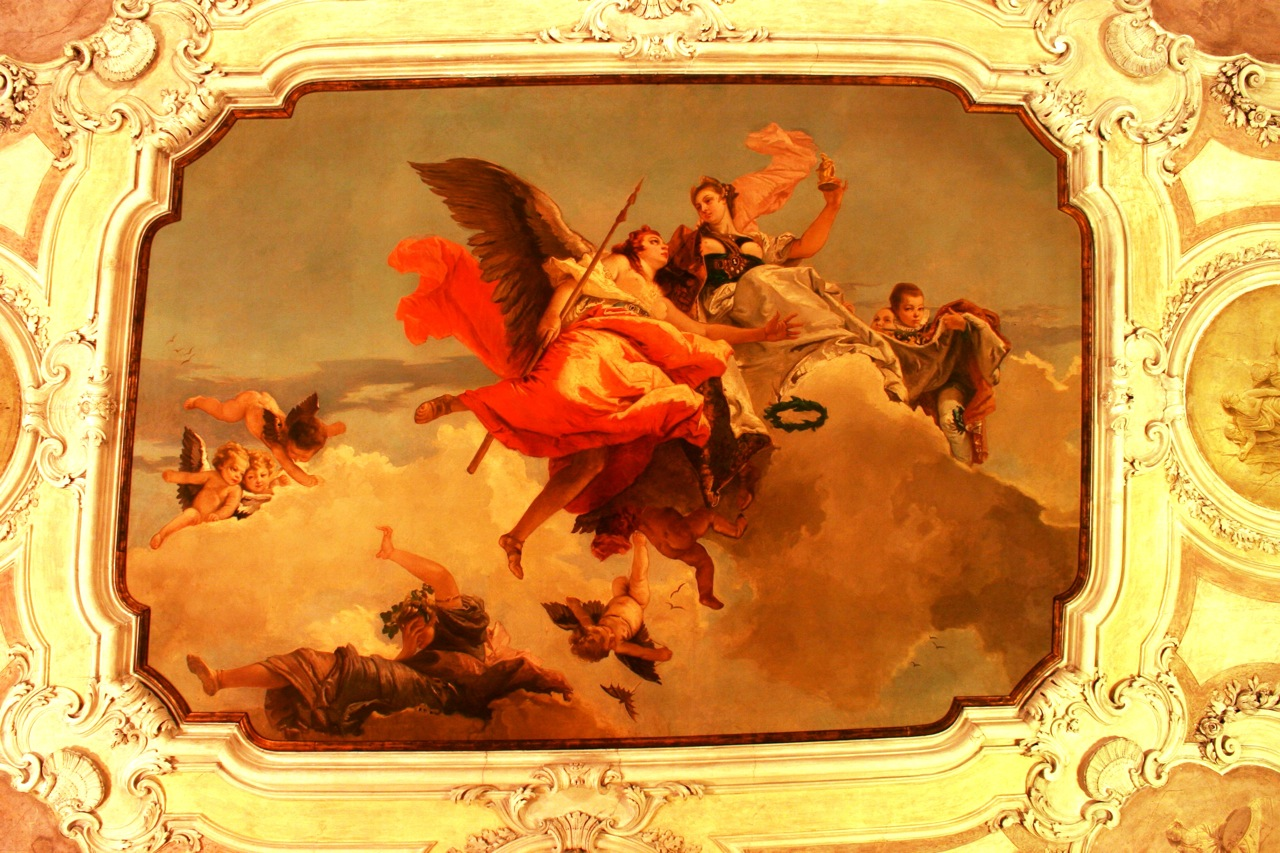
Copia del 1900 del "Trionfo della virtù sull'ignoranza" (1745) di Tiepolo, olio su tela. Il dipinto originale fa parte della collezione di Cà Rezzonico.

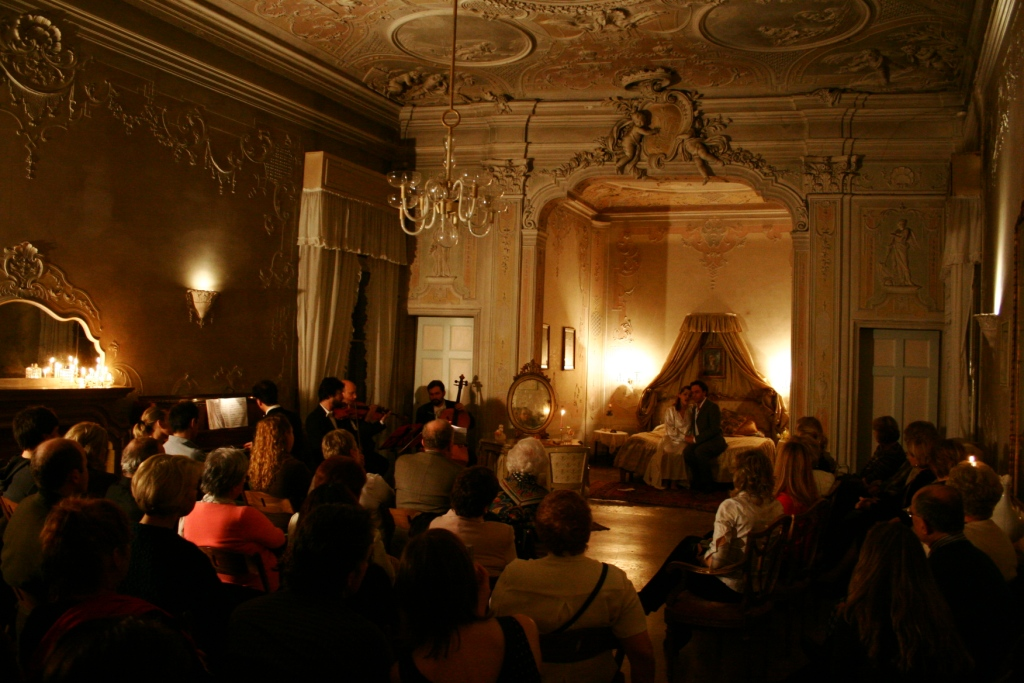
L'alcova, con i suoi ricchi stucchi, fotografata durante una rappresentazione della "Traviata" di Verdi, da parte dell'ensemble di "Musica a Palazzo".

## Storia
In seguito al matrimonio di Gregorio Barbarigo con la brillante e colta Caterina Sagredo, nel 1739, furono chiamati i più illustri artisti del momento tra cui il grande maestro Giambattista Tiepolo, Francesco Fontebasso, Gerolamo Mengozzi-Colonna e Carpoforo Mazzetti per abbellire il palazzo, sia la parte bizantina, ex Minotto, sia quella seicentesca, ormai da tempo interamente unite.
Nel 1741 fu retribuito il ferrarese Mengozzi-Colonna, famoso quadraturista, per aver dipinto la cappelletta domestica collocata in una rientranza del muro e chiusa da due battenti in legno. Nel 1742 Mengozzi Colonna interviene anche nel portego, il salone centrale, dove fornisce i disegni per i bellissimi terrazzi alla veneziana.
Nel 1741 l'illustre pittore veneziano Gianbattista Tiepolo realizza gli stupendi monocromi e due delle sovrapporte che fanno da cornice alla grande tela dipinta ad olio,  La Virtù e la Nobiltà vincono l'Ignoranza, oggi conservata a Ca' Rezzonico e qui sostituita da una splendida copia novecentesca. 
La famiglia Barbarigo si estinse nel 1804 con la morte della brillante e salottiera Contarina Barbarigo e il palazzo passò in eredità alla famiglia di Marcantonio Michiel. Attualmente il piano nobile con tutti i suoi splendidi arredi barocchi è di proprietà della famiglia Franchin e sede prestigiosa di Musica a Palazzo: dal 2005 questa associazione culturale affitta il piano nobile, dove mette in scena performance operistiche ispirate ai principi del "Salotto Musicale" ottocentesco.

## Architettura
L'edificio è formato da due stabili uniti nel XVII secolo: la parte più antica, sede di Musica a Palazzo, era originariamente palazzo Minotto, edificio gotico quattrocentesco con fregi bizantini del XII secolo, mentre quella più moderna è Palazzo Barbarigo, costruzione seicentesca.
All'interno molto belle le porte Luigi XIV lastronate in noce e le maniglie in bronzo a foglia di vite.
Tutta la decorazione pittorica simboleggia gli interessi culturali della coppia di "Gregorietto" e Caterina Sagredo da poco sposati. Quattro monocromi riguardano le scienze: la Storia, l'Astronomia, la Geografia, e l'Astrologia. Gli altri quattro, con cornici mistilinee rappresentano le Arti: la Pittura, la Scultura, la Musica, e la Poesia. Nelle sovrapporte il Tiepolo aveva affrescato il Merito e l'Abbondanza. Questo ciclo denota l'influenza della moda neoclassica che, in quegli anni, andava affermandosi in città attraverso motivi ornamentali, pezzi scultorei anticheggianti, sarcofagi, anfore e vasi uniti all'"olimpica grazia" dei personaggi raffigurati. Tale pittura manifesta la grandezza delle opere autografe di Gianbattista. Il salotto viene definito la stanza della "Saggezza", proprio perché esalta la visione del committente: l'intero ciclo dei monocromi è la celebrazione del delle arti e delle scienze che concedono benessere e nobiltà. Nella tela centrale, eseguita da Tiepolo tra il 1744-45, accanto alle due figure femminili, la Nobiltà e la Virtù, appare un paggio che regge lo strascico della Nobiltà, ritratto del figlio del pittore, Giuseppe Maria. Alla sua sinistra si intravede il volto di un altro personaggio che potrebbe essere l'autoritratto dell'artista. La figura dell'Ignoranza trascina con sé, nella sua caduta, un genietto alato che trattiene il pipistrello, emblema del Vizio ed entrambi sconfitti dalla Virtù e dalla Nobiltà, tema celebrativo assai gradito ai committenti. Il dipinto rivela stilisticamente la maturità raggiunta dal Tiepolo con una resa esecutiva di grande qualità, memore dei modelli veronesiani.
Carpoforo Mazzetti, allievo di Abbondio Stazio, entrambi ticinesi, ha realizzato gli stucchi nell'alcova stile rocaille, costituita dal vano centrale per il letto con le due ali laterali con le piccole porte ornate da specchi. Il cimiero del vano centrale è ornato da putti reggiscudo girati di spalle e occhieggianti verso l'alcova.
Il Mazzetti ha anche realizzato gli stucchi della sala da pranzo che raffigurano scene mitologiche in pallide sfumature pastello e animaletti coloratissimi che creano effetti di spiccato realismo.